# William Braine
William Braine, né en 1814 et décédé 3 avril 1846 est un explorateur. Il a servi dans la Royal Marines. Il participe à une expédition cherchant à trouver le passage du Nord-Ouest, mais il meurt durant le voyage et est enterré sur l'Île Beecher. Son corps préservé est exhumé en 1984 pour essayer de déterminer la cause de sa mort.

## L'expédition perdue de Franklin
William Braine a fait partie de l'expédition finale du britannique Sir John Franklin cherchant à trouver le passage du Nord-Ouest. Au départ, on s'attend à ce que le voyage dure trois ans, donc les bateaux sont chargés de provisions comprenant plus de 61 tonnes de farine (136,000 pounds), 16000 litres d'alcool fort (3,684 gallons) et 14 tonnes de conserves de viandes, soupe et légumes.

## Sépultures

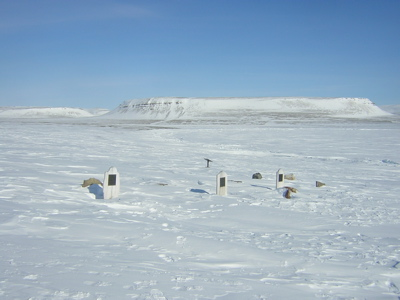
Les trois tombes alignées sur l'Île Beechey.

En 1976, trois tombes rattachées à l'expédition Franklin sont découvertes sur l'Île Beechey, dans les Territoires du Nord-Ouest du Canada par des experts maritimes. Les tombes appartiennent à William Braine, John Torrington et John Hartnell (en). Les scientifiques exhument les corps en 1984 et les trouvent parfaitement préservés. Plus tard, il a été déterminé qu'ils sont morts d'un empoisonnement au plomb.